# Adolf von Asbeck
Adolf von Asbeck (* unbekannt; † 2. Februar 1637) war ein römisch-katholischer Geistlicher und Domherr in Münster.

## Leben
Adolf von Asbeck war der Sohn des Rotger von Asbeck zu Berge (* 1554) und dessen Gemahlin Ermgard von Raesfeld. Mit dem Erhalt der Tonsur am 6. März 1615 wurde Adolf auf ein geistliches Leben vorbereitet. Drei Jahre später, am 9. März 1618, empfing er die Niederen Weihen und erhielt am Tage darauf das Subdiakonat als Kanoniker am Alten Dom in Münster. Am 22. Oktober 1618 nahm Adolf Besitz der Dompräbende, auf die der Domherr von Wachtendonck verzichtet hatte. Mit der Aufschwörung auf die Geschlechter Asbeck, Hüchtebrock, Raesfeld und Bronckhorst-Batenburg wurde er am 30. Oktober 1619 emanzipiert. Der münsterische Bischof übertrug ihm am 31. März 1629 die Domküsterei, da der Domherr Dietrich Ketteler verzichtet hatte. Nach dem Tode des Arnold von Bocholtz optierte Adolf am 24. Januar 1633 die Obedienz Senden.